# SX Arietis
SX Arietis ist ein Stern der Spektralklasse B in einer Entfernung von etwas über 400 Lichtjahren. Er ist der Prototyp der SX-Arietis-Sterne, welche zu den rotationsveränderlichen Sternen gehören.
Des Weiteren gehört der Stern zu den chemisch pekuliären Bp-Sternen.